# Giuseppe Bugatto
Giuseppe Bugatto (Zara, 11 settembre 1873 – Grado, 25 febbraio 1948) è stato un politico austro-ungarico naturalizzato italiano.

## Biografia
Di padre originario di Aiello del Friuli, studiò dapprima a Gorizia, poi conseguì la laurea in giurisprudenza all'università di Graz ed entrò nell'amministrazione dell'Impero d'Austria come regio-imperial segretario di luogotenenza al Ministero del culto e istruzione. Nel 1907 venne eletto deputato al Parlamento di Vienna per il Partito Cattolico Popolare Friulano, per il quale si era presentato nel collegio di Cervignano-Monfalcone. Conservò tale carica fino alla caduta dell'Impero nel 1918.
Nell'ottobre del 1918, poche settimane prima del termine della Grande guerra e della resa austriaca, chiese il diritto di autodeterminazione per il Friuli. Per il suo lealismo alla Casa d'Asburgo, alla fine della prima guerra mondiale le autorità italiane gli impedirono di rientrare a Gorizia da Vienna.

Nel volume L'attività del Partito cattolico popolare friulano negli ultimi venticinque anni (1894-1918), stampato a Vienna nel 1919 e ristampato a Gorizia nel 1990, descrisse in dettaglio l'opera svolta con Luigi Faidutti per il Friuli orientale.